# Gummi
Gummi — простий у використанні LaTeX-редактор для платформи Linux/GTK+, реалізований як вільне програмне забезпечення. Розроблений таким чином, що дозволяє спростити процес адаптації до мови розмітки LaTeX. Він дуже молодий, активно розвивається. Gummi прагне відповідати стандартам середовища GNOME, але буде працювати в будь-якому Linux-середовищі, що надає інструментарій GTK+.

## Властивості
- Оновлювана PDF-панель попереднього перегляду
- підсвічування синтаксису
- підтримка BibTeX
- Автомасштабування
- Експорт в PDF
- Простий інтерфейс вставки зображень, таблиць й матриць
- Набір TeX-шаблонів
- Налаштування